# Franco Ballerini
Franco Ballerini (* 11. Dezember 1964 in Florenz; † 7. Februar 2010 in Pistoia) war ein italienischer Radrennfahrer und von 2001 bis zu seinem Unfalltod 2010 Teamchef der italienischen Nationalmannschaft bei Straßenradweltmeisterschaften.

## Werdegang
Ballerini begann seine Profikarriere 1986 beim Radsportteam Magniflex und entwickelte sich während dieser Zeit zum Spezialisten für klassische Eintagesrennen. Er nahm 13-mal an Paris-Roubaix teil, einem der Monumente des Radsports und gewann das Rennen 1995 und 1998. 1990 gewann er den Giro di Campania. Er beendete seine Laufbahn als Aktiver am 15. April 2001 bei diesem Wettbewerb als 32.
1996 gewann Ballerini den Grand Prix de Wallonie, wurde aber positiv auf Ephedrin getestet und wegen Dopings für 20 Tage gesperrt.
Als Commissario Tecnico der italienischen Nationalmannschaft führte er Mario Cipollini 2002, Paolo Bettini 2006 und 2007 sowie Alessandro Ballan 2008 zum Weltmeistertitel. Paolo Bettini wurde zudem unter Ballerinis Leitung 2004 Olympiasieger.
Am 7. Februar 2010 starb Ballerini aufgrund von Unfallverletzungen, die er als Beifahrer bei einer Amateur-Rallye nahe Larciano erlitten hatte.

## Teams
- 1986–1987 Magniflex-Centroscarpa
- 1988 Del Tongo
- 1989 Malvor-Sidi
- 1990 Del Tongo
- 1991 Del Tongo-MG Boys
- 1992–1993 GB-MG Maglificio
- 1994 Mapei-CLAS
- 1995–1997 Mapei-GB
- 1998 Mapei-Bricobi
- 1999–2000 Lampre-Daikin
- 2001 Mapei-Quick Step